# Liste philatelistischer Bibliotheken
Diese Liste philatelistischer Bibliotheken stellt philatelistische bzw. postgeschichtliche Spezialbibliotheken zusammen.

## Im deutschsprachigen Raum
Deutschland
- Philatelistische Bibliothek Hamburg
- Philatelistische Bibliothek München, innerhalb der Münchner Stadtbibliothek im Gasteig
- Bibliotheken des Museums für Kommunikation in Berlin, Frankfurt am Main und Nürnberg
- Phila-Bibliothek Heinrich Köhler in Frankfurt am Main
- Philatelistische Bibliothek Wuppertal
- Mitteldeutsche PHILA-Bibliothek Hans Grünewald Zeitz

Österreich
- Bibliothek des VÖPh in Wien

Schweiz
- Museum für Kommunikation Bern[1]

- PTT-Archiv, Unternehmensarchiv der ehemaligen schweizerischen Post-, Telefon- und Telegrafenbetriebe

## Im englischsprachigen Raum
- American Philatelic Research Library der American Philatelic Society in Bellefonte, Pennsylvania
- Bibliothek der Royal Philatelic Society London
- Crawford Library als Teil der British Library in London